# Station Nynäsgård
Nynäsgård is een station van het stadsgewestelijk spoorwegnet van Stockholm in de gemeente Nynäshamn op 60,6 kilometer ten zuiden van Stockholm C.

## Geschiedenis
Het station werd tegelijk met de lijn zelf onder de naam Kullsta geopend in 1901, de naam Nynäsgård werd in 1916 toegekend.
De naam is ontleend aan de nynäs boerderij, de woning van professor Hjalmar Sjögren, een van de grondleggers van zowel Nynäshamn als Nynäsbanan. Aanvankelijk werd voorgesteld om het station Pit (nl: put) te noemen, vermoedelijk als verwijzing naar de doorgraving van de zandrug ten behoeve van de spoorlijn, hetgeen werd verworpen. De naam Nynäsgård werd eveneens verworpen en het station kreeg de naam Kullsta. De naam werd in 1916 alsnog veranderd in Nynäsgård. De werkplaats van de lijn werd vlak ten zuiden van het station gevestigd. 
In 1932 werd het stationsgebouw van Trångsund verplaatst naar Nynäsgård alwaar een open wachtruimte aan een gevel werd toegevoegd. Het stationsgebouw werd begin jaren 70 van de 20ste eeuw gesloopt. Het zijperron werd in 2008 gerenoveerd en verlengd, 21 november 2011 kreeg station twee sporen zodat tegemoetkomende treinen elkaar in het station kunnen passeren. 

## Museum
In 1962 werd de werkplaats gesloten en het terrein is anno 2023 in gebruik als het spoorwegmuseum van Nynäshamn. De voormalige werkplaats met locomotiefloods en draaischijf is in 1999 op de monumentenlijst geplaatst. Het museum beschikt over oude stoomtreinen, rijtuigen en wagons. De vereniging veterantåg verzorgt ieder jaar museumritten vanuit de locomotiefloods van Nynäsgård.

## Reizigersverkeer
Het station heeft twee zijperrons die, zonder OV-poortjes, toegankelijk zijn vanaf de perroneinden bij de overwegen aan weerszijden van het station. Op een normale doordeweekse winterdag heeft het station ongeveer 1.000 reizigers per dag.